# Кода

Знак Коди

Кода (італ. coda — «хвіст, кінець, шлейф») в музиці — додатковий розділ, можливий наприкінці музичного твору, який не беруть в розрахунок при визначенні його будови.
Кода йде за останнім із основних розділів форми, починається, як правило, після повної каденції.
Розміри коди непостійні — від декількох акордів (у простих формах) до широко розвинених побудов (наприклад, у сонатній формі), де з часів Моцарта кода стала майже обов'язковим елементом.
Вона звучить у головній тональності твору і містить основні його теми. Вона являє собою розповсюдження й остаточне закріплення та затвердження головної тональності завдяки використанню органного пункту, багаторазового повторення акордів тонічної функції або акордів повного кадансу, а також завдяки модуляційним відхиленням, найчастіше — у субдомінантову сферу та ін.
Зміст коди може бути «післямовою», висновком, розв'язкою та узагальненням тем, розвинених у розробці.